# Johannes Agricola

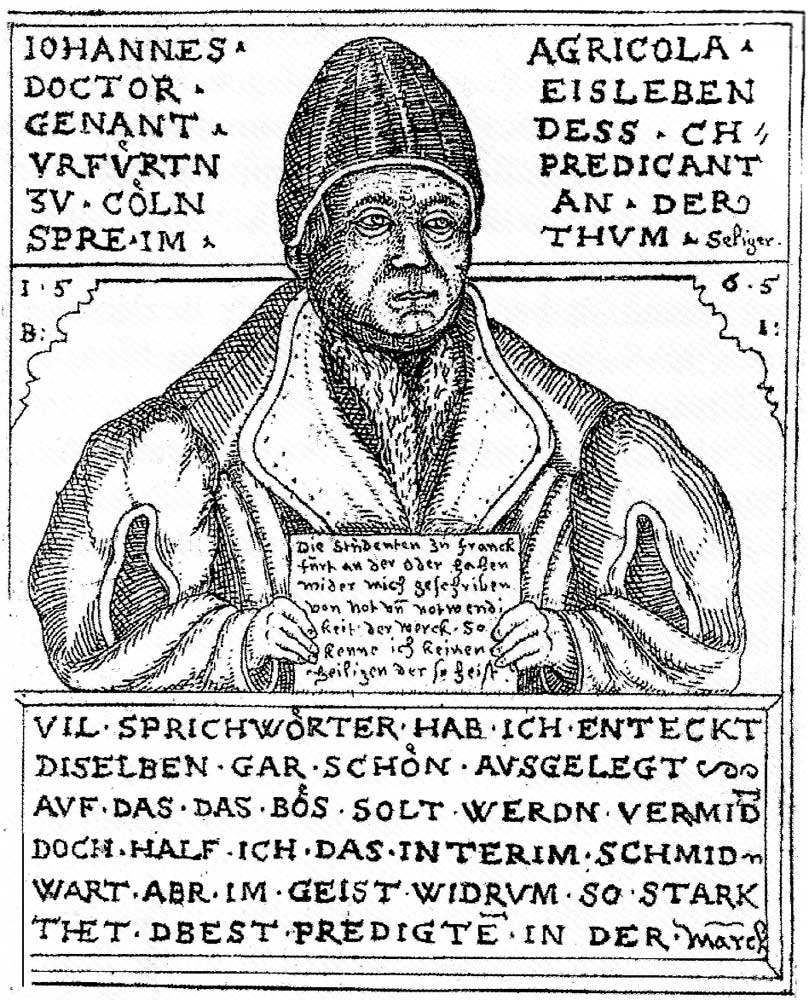
Johannes Agricola

Johannes Agricola, właściwie Johannes Schneider (ur. 20 kwietnia 1494 w Eisleben, zm. 22 września 1566 w Berlinie) – niemiecki teolog protestancki, działacz reformacyjny, humanista. Był współpracownikiem Marcina Lutra. Zapoczątkował spór antynomistyczny wśród niemieckich reformatorów.

## Życiorys
Johannes Agricola zimą przełomu lat 1509 i 1510 podjął studia na Uniwersytecie w Lipsku. Planował studiować medycynę, jednak Luter przekonał go, by zajął się teologią. Zimą przełomu 1515 i 1516 roku, po uzyskaniu tytułu bakałarza, przeniósł się do Wittenbergi, gdzie całkowicie uległ wpływom Lutra. Podczas dysputy lipskiej w 1519 roku był sekretarzem Lutra. Został także przyjacielem Filipa Melanchtona.
Po wybuchu wojny chłopskiej Agricola towarzyszył Lutrowi w górach Harz, po czym otrzymał od księcia Alberta z Mansfeldu nominację na dyrektora szkoły łacińskiej, jaką utworzono w Eisleben. Objął tę posadę 15 sierpnia 1525 roku. Napisał dwie książki katechetyczne, z których druga poruszała kwestię opozycji Prawa i Ewangelii, która stała się zarzewiem sporu antynomistycznego. Głosił kazania w kościele św. Mikołaja w Eisleben. Napisał komentarz do Listu do Tytusa (1530) i dokonał przekładu Andrii Terencjusza (1544), tłumaczył komentarze Melanchtona do listów Pawła, zaczął także zbierać i objaśniać przysłowia niemieckie. W swym pierwszym zbiorze przysłów zawarł kilka krytycznych uwag wobec Ulryka Wirtemberskiego, co wywołało negatywną reakcję zarówno samego Ulryka, jak i protektora Agricoli, Filipa Wielkodusznego. Wydarzenia te wpłynęły na późniejszą postawę Agricoli.
Relacje Agricoli z Melanchtonem uległy pogorszeniu w 1526 roku. Wtedy to na Uniwersytecie w Wittenberdze planowano utworzyć nową posadę profesora teologii. Agricola wiązał z nią swoje nadzieję, jednak ostatecznie powierzono ją komuś innemu. Dlatego też w 1527 roku Agricola rozpoczął spór antynomistyczny od ataku na Melanchtona, a nie Lutra. Wtedy to, po tym jak Filip Melanchton w Sprawozdaniu z wizytacji Kościoła saksońskiego wyraził opinię, że w kazaniach należy sprawować także Prawo Boże (Zakon), Agricola wysunął przeciwko niemu oskarżenie, że prowadzi on chrześcijan z powrotem do Kościoła rzymskiego. Sam uważał, że chrześcijanom należy głosić jedynie Ewangelię, która prowadzi do pokuty, gdy Prawo powoduje jedynie rozpacz. W listopadzie 1527 roku doszło do spotkania Lutra, Melanchtona, Bugenhagena i Agricoli, podczas którego zawarto ugodę, którą Agricola uznał za zwycięstwo. Później Agricola poróżnił się z księciem Albertem i w 1536 roku rozmawiał z Lutrem na temat możliwości powrotu do Wittenbergi. Elektor obiecał mu szybki awans i w Boże Narodzenie 1536 roku Agricola opuścił swoje wcześniejsze stanowisko. Książę Albert, dotknięty tym faktem, oskarżył Agricolę o założenie sekty wrogiej wobec Lutra. Luter jednak ujął się za nim i nawet pozwolił mu zamieszkać w swoim domu. Kiedy Luter udał się do Schmalkalden w 1537 roku, Agricola zajął jego miejsce na katedrze uniwersyteckiej i ambonie. Wyrażenia używane w niektórych jego kazaniach, i plotki, że wciąż potajemnie głosi wrogie Lutrowi i Melanchtonowi nauki antynomistyczne, uczyniły go obiektem podejrzeń. Ostatecznie spór antynomistyczny rozgorzał na nowo, i teraz celem stał się sam Luter. Do lutego 1539 roku Agricola sprawował funkcję w nowo utworzonym konsystorzy Wittenbergi, aż otwarcie oskarżył Lutra przed elektorem, który jednak zwrócił się przeciwko oskarżycielowi i praktycznie go uwięził. W sierpniu 1540 roku Agricola uciekł do Berlina. Za radą Melanchtona i dzięki mediacjom Bugenhagena, Agricola odwołał swoje oskarżenia i mógł powrócić do Saksonii, jednak pojednanie było niemożliwe. Luter nigdy już nie zaufał Agricoli, ten natomiast uważał się za wiernego sprawie, którą Luter porzucił.
W późniejszym okresie Agricola stał się nadwornym kaznodzieją księcia Joachima II Hektora, na którego wywierał coraz większy wpływ. Kiedy związek szmalkaldzki podjął działania zbrojne przeciwko cesarzowi, Agricola atakował go w swych kazaniach i składał dziękczynienie za zwycięstwo pod Mühlbergiem, jakby nie dostrzegał niebezpieczeństwa dla ewangelicyzmu. Brał udział w przygotowywaniu Interim augsburskiego i podjął skazaną na porażkę próbę przekonania protestantów do zaakceptowania dokumentu. Zraził tym ewangelików, później jednak próbował udowodnić, że jest luteraninem, podejmując spór z Andreasem Osiandrem. Sprzeciwiał się nauce filipistów w kwestii konieczności dobrych uczynków. Zmarł w 1566 roku z powodu epidemii.